# Elena Kiesling
Elena Kiesling (* 28. Juni 1982 in Siegen) ist eine deutsche Volleyball- und Beachvolleyballspielerin sowie Trainerin.

## Karriere Hallen-Volleyball
Kiesling begann ihre Karriere in der Halle beim TV Jahn Siegen. Anschließend spielte sie für den TV Wetzlar, den VC Schwerte und SCU Emlichheim, bevor sie in die USA ging und im Team der University of San Diego aktiv war. Nach ihrer Rückkehr kam Kiesling beim USC Braunschweig und dem 1. VC Wiesbaden zum Einsatz. Von 2006 bis 2014 war sie Spielertrainerin der TG Bad Soden und führte den Verein aus der Regionalliga in die Zweite Liga.

## Karriere Beachvolleyball

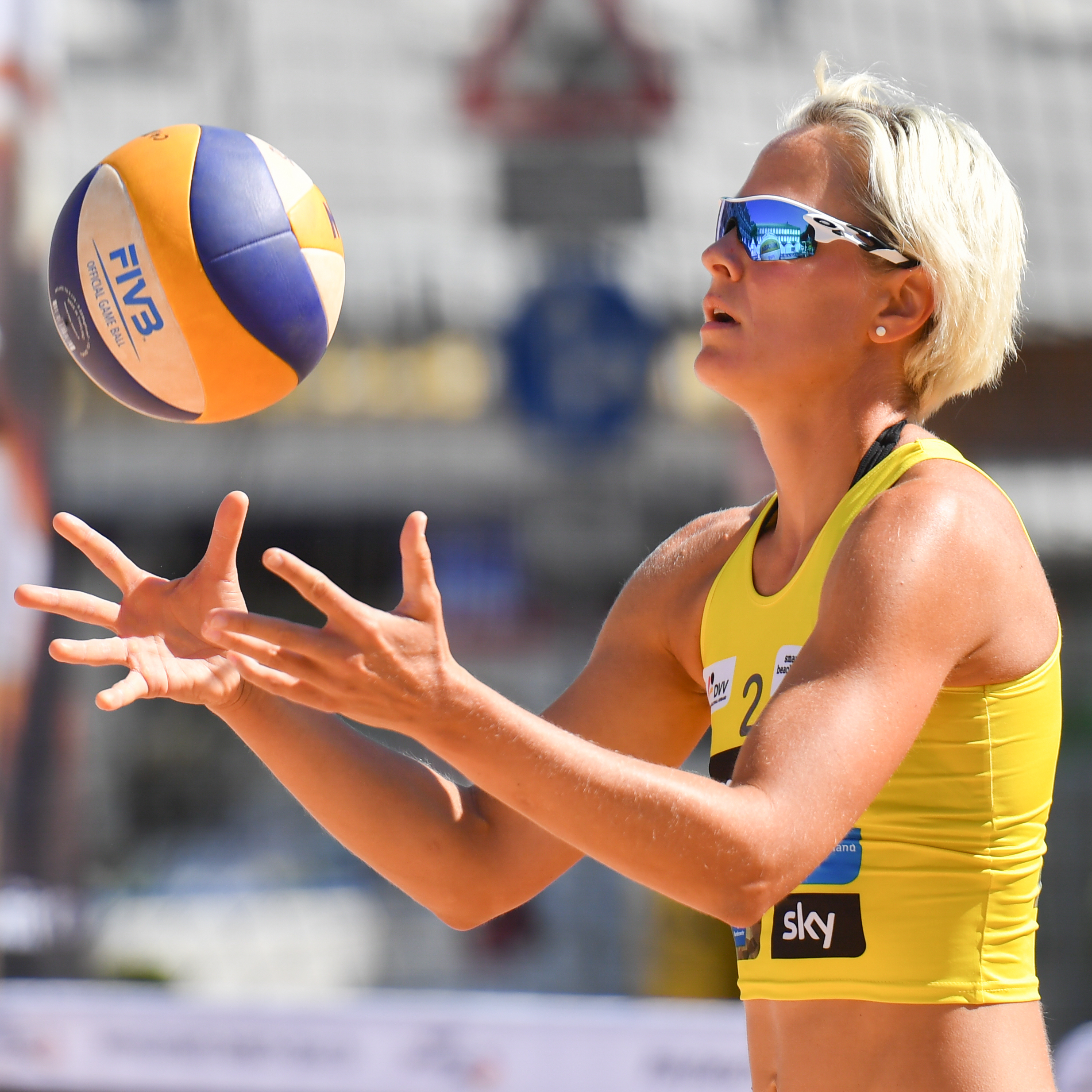
Beim Aufschlag auf der Smart Beach Tour 2017 in Nürnberg.

Kiesling absolvierte 2003 ihre ersten nationalen Turniere im Beachvolleyball. Mit wechselnden Partnerinnen nahm sie in den folgenden Jahren an diversen deutschen Turnieren teil. 2012 und 2013 bildete sie auf der nationalen Tour ein Duo mit Jessica Gutermann, mit der sie bei den Deutschen Meisterschaften 2013 Platz 13 belegte. Mit Jana Köhler erreichte sie im selben Jahr das Endspiel beim SuperCup in Münster und gewann bei ihrem ersten internationalen Auftritt das Challenger-Turnier der FIVB in Seoul. Da die Vize-Weltmeisterin Britta Büthe verletzt ausfiel, spielte Kiesling mit deren Partnerin Karla Borger bei der Europameisterschaft in Klagenfurt und belegte Platz neun. Von 2014 bis 2017 war Nachwuchsspielerin Leonie Klinke ihre Standard-Partnerin. Auf der deutschen Smart Beach Tour wurde Kiesling mit Chantal Laboureur in St. Peter-Ording und Dresden jeweils Dritte und feierte mit Laura Ludwig in Kühlungsborn sowie mit Jana Köhler in Nürnberg jeweils den Turniersieg. Bei der Deutschen Meisterschaft erreichten Kiesling/Laboureur Platz neun. 2015 konnte Kiesling ihren Turniersieg beim Smart Super Cup in Kühlungsborn wiederholen, diesmal an der Seite von Melanie Gernert.
Auf der Techniker Beach Tour 2018 bildeten Gernert und Kiesling ein festes Team. Sie gewannen in Düsseldorf und wurden in Sankt Peter-Ording sowie in Zinnowitz jeweils Zweite. Bei der deutschen Meisterschaft schieden sie im Viertelfinale gegen Mersmann/Tillmann aus. Bei der Techniker Beach Tour 2019 gelangen ihnen unter anderem der Turniersieg in Düsseldorf sowie ein zweiter Platz in Nürnberg. Bei der deutschen Meisterschaft unterlagen sie im Achtelfinale gegen Kozuch/Ludwig.

## Trainerin
Nach ihrer Tätigkeit als Spielertrainerin bei der TG Bad Soden war Elena Kiesling von 2014 bis 2018 Trainerin (Halle und Beach) am Bundesstützpunkt Stuttgart. Danach trainierte sie das Lohhofer Beachvolleyballteam Armin Dollinger / Simon Kulzer und arbeitete als Athletiktrainerin für die WWK Volleys Herrsching und den SV Lohhof. Von 2020 bis 2023 war sie Cheftrainerin der Lohhofer Zweitligafrauen. Seit 2023 ist sie Co-Trainerin beim Ligakonkurrenten DJK Sportbund München-Ost. Außerdem gründete sie mit Liane Weber das Unternehmen „Perform Ready“ und bietet im Sport wie in der Geschäftswelt Workshops und Coaching an.